# Sein größter Bluff (1927)
Sein größter Bluff ist ein deutscher Sensationsfilm von und mit Harry Piel, der hier eine Doppelrolle spielt, aus dem Jahre 1927.

## Handlung
Harry und Henry Devall sind Zwillingsbrüder. Henry, von Harry nur eine halbe Stunde zeitlich auseinander, arbeitet als Geschäftsführer für die Inhaberin eines Juweliergeschäftes, Frau Andersson. Diese beauftragt ihn eines Tages, Brillantschmuck nach Nizza zu überführen und einem wichtigen Kunden, dem Rajah von Johore, auszuhändigen. Auf dem Weg dorthin wird der kostbare Schmuck gestohlen. Harry, der gerade aus Amerika heimgekehrt ist, eilt seinem Bruder sofort zur Hilfe, und beide fahren nach Nizza, um die Preziosen wiederzufinden. Rasch ist die Übeltäterin ausfindig gemacht: es handelt sich um eine Dame aus der Halbwelt namens Yvette, die mit ihren langen Fingern den Schmuck aus Henrys Tasche abgefischt hatte.
Die Devall-Brüder können sie ertappen, als sie auf eigene Faust die Brillanten dem indischen Maharadscha zum Kauf anbietet. Doch Yvette ist längst nicht die einzige, die es auf den Schmuck abgesehen hatte; eine ganze Reihe von Spitzbuben versuchen nun, Harry und Henry den Schmuck abzuluchsen. Selbst der indische Fürst ist nicht echt. Doch die beiden eineiigen Zwillinge nutzen ihr frappierende Ähnlichkeit dazu, die Gangster mit einem simplen Trick zu täuschen. Nach langem Hin und Her kommt es auf einem halb verfallenen Gutshof zwischen Nizza und Monte Carlo zum Showdown. Die dorthin gelotsten Gauner können allesamt von der Polizei dingfest gemacht werden. Der Schmuck befindet sich nun endgültig wieder in den richtigen Händen, und zum Lohn erhält Henry die Hand der Tochter seiner Chefin, Tilly Andersson.

## Produktionsnotizen
Sein größter Bluff entstand von April bis Anfang Mai 1927 in Berlin-Staaken. Der zehnaktige Film passierte die Filmzensur am 5. Mai 1927 und wurde exakt eine Woche später im Berliner Alhambra-Palast uraufgeführt.
Die junge Marlene Dietrich wurde bereits hier, knapp drei Jahre vor Der blaue Engel, entsprechend ihrem später häufig bedienten Rollentypus als femme fatale und Halbweltdame besetzt.
Die Filmbauten stammen von Willi A. Herrmann, Walter Zeiske war einer der Aufnahmeleiter. Edmund Heuberger diente hier als Regieassistent. Die Zwischentitel stammen von Dr. Herbert Nossen.